# Jüri Tarmak
Jüri Tarmak (en ruso: Ю́ри Аа́дувич Та́рмак, Tallin, RSS de Estonia, Unión Soviética, 21 de julio de 1946-Tallin, Estonia, 22 de junio de 2022) fue un atleta y medallsita olímpico soviético-estonio especializado en la prueba de salto de altura, en la que llegó a ser campeón olímpico en 1972.

## Carrera deportiva
En los JJ. OO. de Múnich 1972 ganó la medalla de oro en el salto de altura, con un salto por encima de 2,23 metros; superó al alemán Stefan Junge (plata con 2,21 m) y al estadounidense Dwight Stones (bronce, también con 2,21 metros).